# Helford Passage

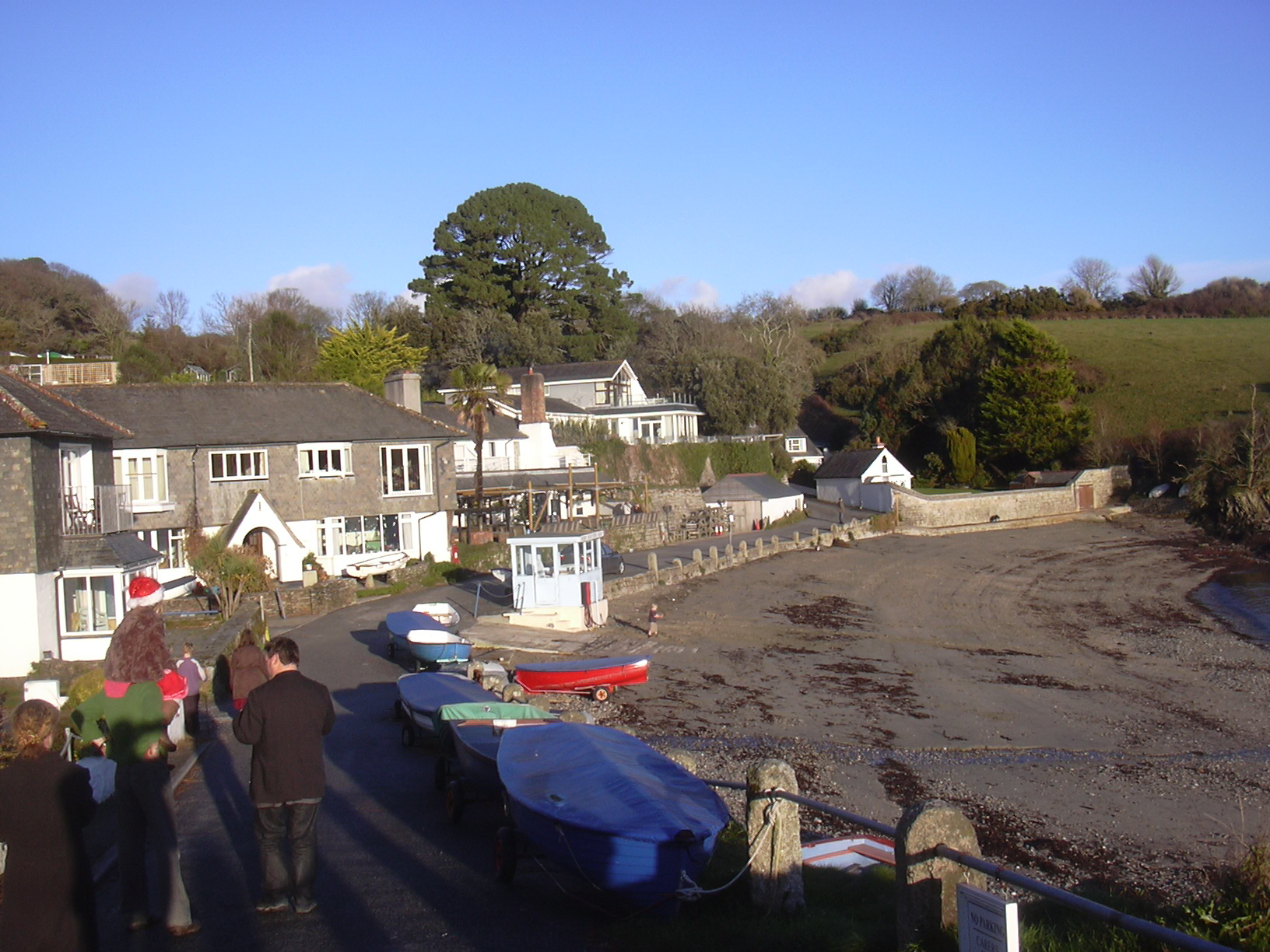
Helford passage zimą

Helford Passage – wieś w Anglii, w Kornwalii położona w estuarium rzeki Helford. Do wsi należą ogrody Trebah oraz będący pod opieką National Trust Glendurgan Garden. We wsi znajduje się przystań promowa, działająca od średniowiecza.